# The Void - Il vuoto
The Void - Il vuoto è un film del 2016 diretto da  Steven Kostanski e Jeremy Gillespie.

## Trama
Il vice sceriffo Daniel Carter scopre che pazienti e personale di un piccolo ospedale di provincia stanno subendo una trasformazione, diventando creature mostruose. La vicenda vede un  massacro compiuto per mano di un culto creato dal Dr. Powell, medico dell'ospedale stesso.
I superstiti lottano per sopravvivere, fino a quando il Dr. Powell svela i motivi di quel che sta accadendo: dopo essere entrato in contatto con entità più antiche del tempo, esse gli hanno concesso poteri "astrali" tali da renderlo un semidio. Con tali poteri, fa reincarnare la figlia Allison (dopo averla uccisa).
Powell apre un portale dimensionale nell'obitorio, ma entra in colluttazione con Daniel, il quale lo spinge con sé nel vuoto, causando la chiusura del portale.
La reincarnazione mostruosa di Allison viene distrutta dal chiudersi del portale dimensionale.
Le anime di Daniel e Allison si ritrovano in una dimensione ultraterrena, non sapendo se sarà la loro fine o un nuovo inizio.

## Distribuzione
Il film è stato distribuito nelle sale cinematografiche italiane il 21 settembre 2017, con divieto ai minori di 18 anni.